# IC 3509
IC 3509 ist eine Zwerggalaxie vom Hubble-Typ E/S0? im Sternbild Jungfrau nördlich der Ekliptik. Sie ist schätzungsweise 90 Millionen Lichtjahre von der Milchstraße entfernt.
Das Objekt wurde am 10. Mai 1904 vom Astronomen Royal Harwood Frost entdeckt.